# Rasm asz-Szajch
Rasm asz-Szajch (arab. رسم الشيخ) – wieś w Syrii, w muhafazie Aleppo. W 2004 roku liczyła 506 mieszkańców.